# Tetra Pak
Tetra Pak este o companie multinațională producătoare de ambalaje.
Compania are origine în Suedia și sediul in Elveția.
Este liderul mondial în soluții de procesare și ambalare a alimentelor.
Compania are aproximativ 22.000 de angajați în peste 85 de țări, iar produsele sale ajung la consumatori din peste 170 de țări.
Compania deține la nivel global 42 de fabrici pentru producția materialului de ambalat și capace, 15 centre tehnice de formare, 9 fabrici de asambalare a mașinilor de ambalat și 11 centre de cercetare și dezvoltare.
În anul 2011, compania a avut vânzări de 10,3 miliarde de euro.